# コミカンソウ科
コミカンソウ科（コミカンソウか、学名：Phyllanthaceae）は、APG植物分類体系における被子植物の科。従来の分類ではトウダイグサ科コミカンソウ亜科とされることが多い。APG分類体系ではここからツゲモドキ連（これはツゲモドキ科として独立した）などを除いて、コミカンソウ科としている。56属1700種ほどで、熱帯・亜熱帯を中心に分布する木本または草本。日本では一年草のコミカンソウが本州中部以南によく見られるほか、暖帯から亜熱帯地域に十数種が分布する。葉は単葉であるが、マメ科に似た就眠運動をするものもある。

## 分類
分子系統学的研究論文である Kathriarachchi et al. (2006) ではコミカンソウ科のオオシマコバンノキ属（Breynia）、カンコノキ属（Glochidion）、Reverchonia属、アマメシバ属（Sauropus）はコミカンソウ属（Phyllanthus）の派生的な1系統に含まれるという学説が発表され、側系統群である旧来のオオシマコバンノキ属やカンコノキ属などを依然認め続けたり旧来のコミカンソウ属を20を超えるクレードに分割したりするぐらいであれば、これらをコミカンソウ属に含めた方がましであろうという見解が示された。これによりコミカンソウ属の植物は400種以上増え、コミカンソウ属は1000種を超す巨大なクレードとなる。福島大学共生システム理工学類の黒沢高秀は先の論文等を受けてオオシマコバンノキ属、カンコノキ属、アマメシバ属をコミカンソウ属に含めることは広く受容されていると判断し、また将来的な平凡社の『日本の野生植物』改訂も見据え、日本産のオオシマコバンノキ属やカンコノキ属植物の分類名をコミカンソウ属下のものとするよう見直し、一部の種に関しては新たな分類名を発表した。キュー植物園の World Checklist of Selected Plant Families の分類に関する見解を受けてまとめられたデータベースである Govaerts (2019) においては依然オオシマコバンノキ属やカンコノキ属はコミカンソウ科の属として認められているが、日本産の種に関してはウラジロカンコノキ・カンコノキ・ツシマカンコノキの3種に限り黒沢による新たな分類名が受容、もしくは黒沢と同じく既存のコミカンソウ属に置かれた分類名が受容されている（詳細はカンコノキ属#代表的な種を参照）。

## 属

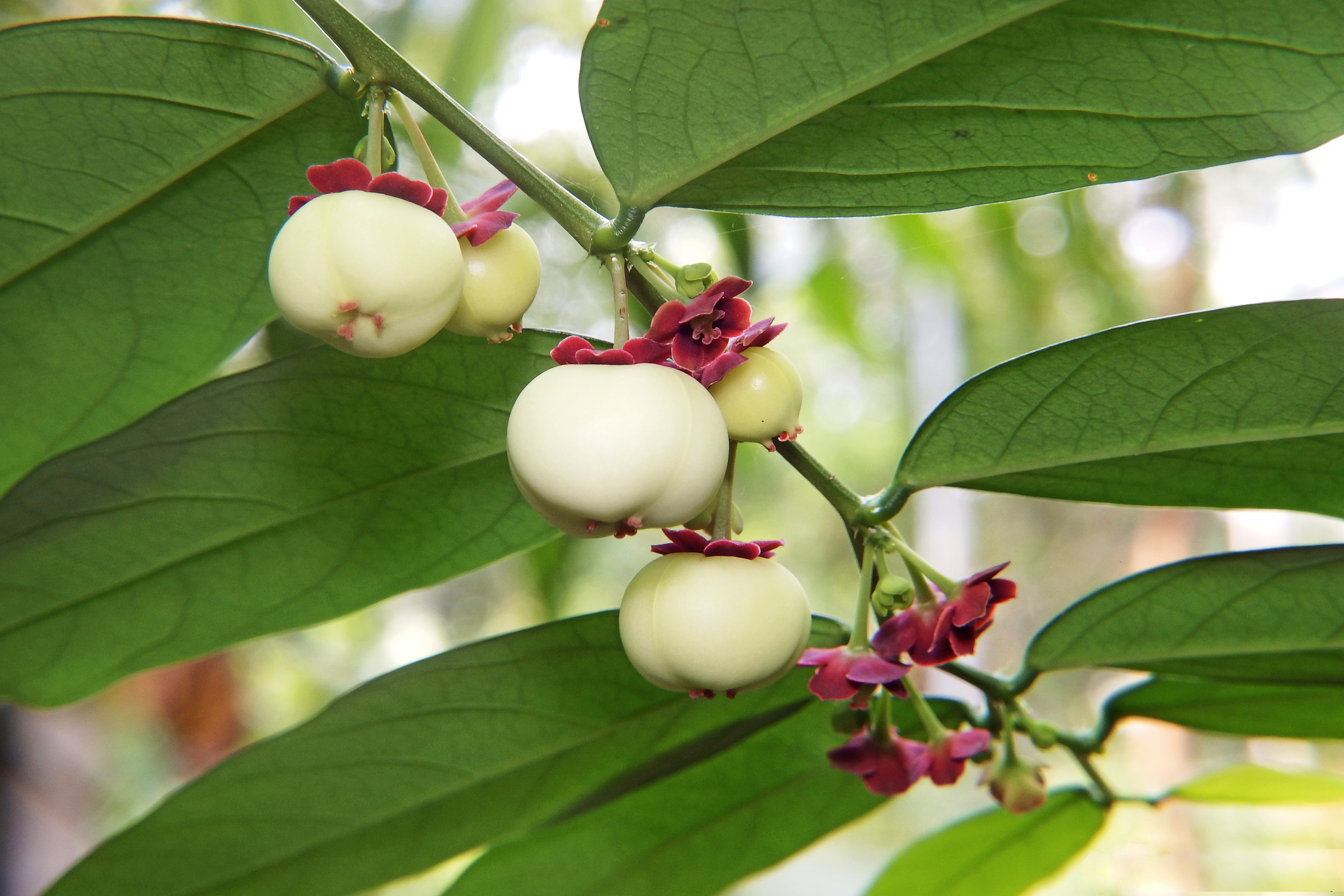
アマメシバ

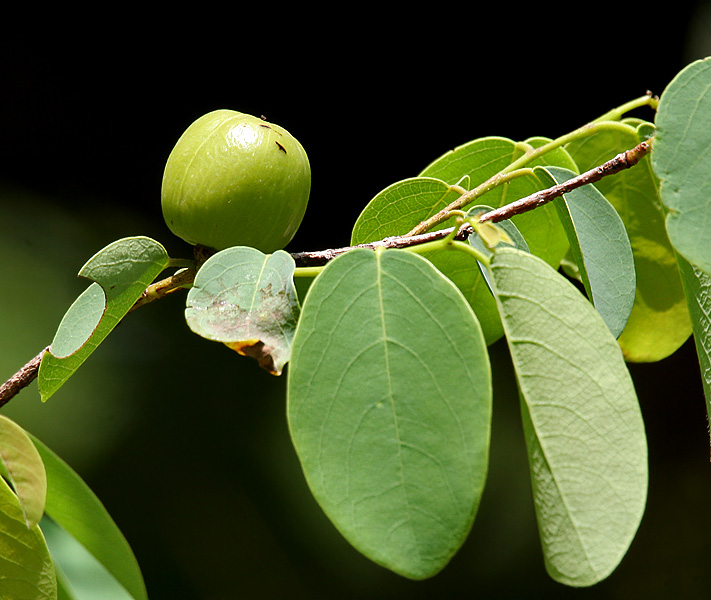
ガーラル

括弧で括られているものは Angiosperm Phylogeny Website で他属のシノニムとされているものである。
- Actephila
- Amanoa
- Andrachne
- Antidesma ヤマヒハツ属[3] - ヤマヒハツ（A. japonicum）、コウトウヤマヒハツ（A. montanum var. montanum）、A. venosum
- Apodiscus - A. chevalieri 1種のみ
- Aporosa（あるいは Aporusa）
- Ashtonia
- Astrocasia
- Baccaurea ランバイ属 - ランバイ、バッカウレア・アングラータ（B. angulata）
- Bischofia アカギ属[3] - アカギ
- （Breynia タカサゴコバンノキ属 (オオシマコバンノキ属)[3]）→ Phyllanthus
- Bridelia マルヤマカンコノキ属 (カンコモドキ属)[3]- マルヤマカンコノキ（B. balansae）、B. micrantha、カンコモドキ（B. tomentosa）
- Celianella - C. montana 1種のみ
- Chascotheca
- Chonocentrum - C. cyathophorum 1種のみ
- Chorisandrachne - C. diplosperma 1種のみ
- （Cleistanthus - ガーラル C. collinus）→ Bridelia
- Croizatia
- Dicoelia
- Didymocistus - D. chrysadenius 1種のみ
- Discocarpus
- Flueggea - ヒトツバハギ（F. suffruticosa）、シマヒトツバハギ（F. virosa）
- Glochidion カンコノキ属[3][注 1]
- Gonatogyne - G. brasiliensis 1種のみ
- Heterosavia
- Heywoodia - H. lucens 1種のみ
- Hieronyma（あるいは Hieronima）
- Hymenocardia
- Jablonskia - J. congesta 1種のみ
- Keayodendron - K. bridelioides 1種のみ
- Lachnostylis
- Leptonema
- Leptopus
- Maesobotrya
- Margaritaria アカハダコバンノキ属[3] - M. discoidea、アカハダコバンノキ（M. indica）
- Martretia - M. quadricornis 1種のみ
- Meineckia
- Notoleptopus - N. decaisnei 1種のみ
- Pentabrachion - P. reticulatum 1種のみ
- Phyllanthopsis
- Phyllanthus コミカンソウ属[3] - アムラ、コミカンソウ、コバンノキ（P. flexuosus）
- Plagiocladus - P. diandrus 1種のみ
- Poranthera
- Protomegabaria
- Pseudolachnostylis - P. maprouneifolia 1種のみ
- Pseudophyllanthus - P. ovalis 1種のみ
- Richeria
- （Sauropus アマメシバ属[1] - アマメシバ S. androgynus）→ Phyllanthus
- Savia
- Securinega ヒトツバハギ属[3][注 2]
- Spondianthus - S. preussii 1種のみ
- （Synostemon）→ Phyllanthus
- Tacarcuna
- Thecacoris
- Uapaca ウアパカ属 - U. bojeri
- Wielandia